# 姆西斯納
36°33′51″N 4°42′45″E / 36.5641°N 4.7126°E

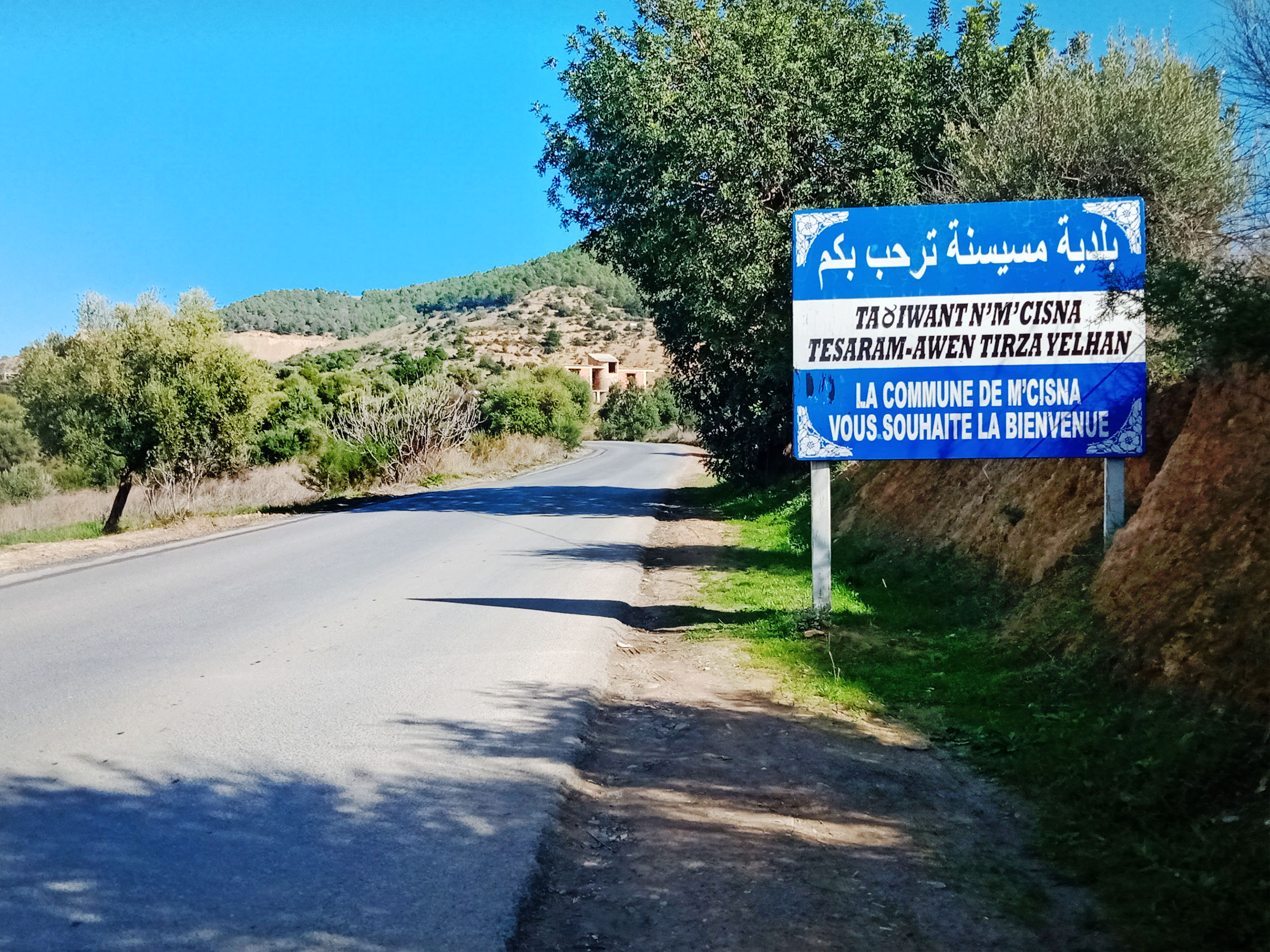
姆西斯納

姆西斯納（阿拉伯语：‎），是阿爾及利亞的城鎮，位於該國北部貝賈亞省，由塞杜克區負責管轄，面積39平方公里，2008年人口7,941，人口密度每平方公里203人。